# كارل-أوسكار أندرسون
كارل-أوسكار أندرسون (بالسويدية: Carl-Oscar Andersson)‏ هو لاعب كرة قدم سويدي في مركز الوسط، ولد في 2 أبريل 1992 في السويد. لعب مع نادي فالكنبرغ.

## وصلات خارجية
- كارل-أوسكار أندرسون على موقع Soccerway.com (الإنجليزية)